# 과학 석사
과학 석사 (영어: Master of Science. 라틴어: Magister Scientiae; 약어로 MS, M.S., MSc, M.Sc., SM, S.M., ScM 또는 Sc.M.)는 석사 학위이다. 인문학 석사 (Master of Arts) 학위와 달리 과학 석사 학위는 일반적으로 과학, 공학, 의학 연구에 수여되며 일반적으로 과학 및 수학 과목에 더 초점을 맞춘 프로그램에 제공된다. 그러나 대학마다 관례가 다르며 인문학 및 사회과학 내에서 일반적으로 고려되는 분야에 대한 학위를 제공할 수도 있다. 궁극적으로 특정 프로그램에 따라 다르지만 일반적으로 과학 석사 학위를 취득하려면 졸업 논문 작성이 포함된다.
과학석사 학위는 1858년 미시간 대학교에 도입되었다. 학위를 최초로 받은 사람 중 한 명은 1859년 미시간 대학교에서 과학석사 학위를 받은 De Volson Wood였다.
대한민국에서는 이학 석사, 공학 석사, 이공계 석사 등으로 번역한다. 과학 석사는 경영, 재무, 회계, 부동산 등 사회과학의 일부 학과에서도 수여한다.

## 같이 보기
- 이학사
- 경영학 전문석사
- 석사 학위
- 인문사회 석사
- 의무 전문석사